# Circuit intégré 7420

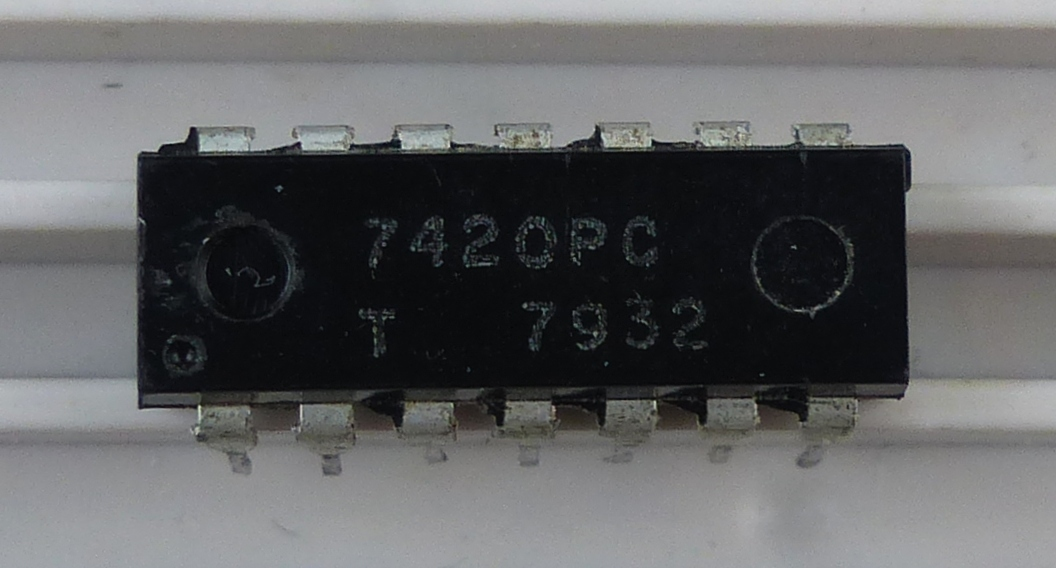
Circuit intégré 7420 (Tungsram 7420PC)

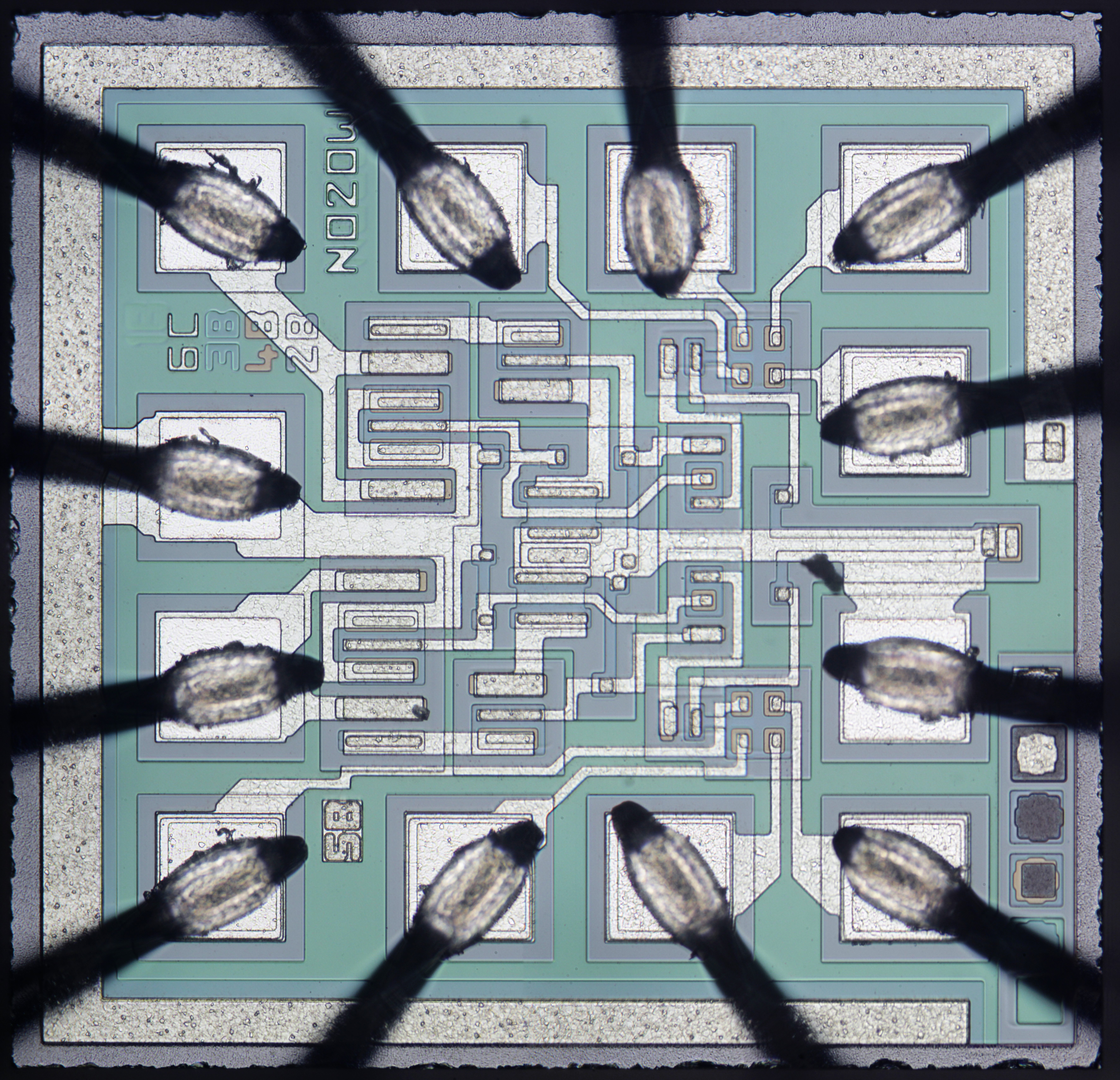
Die d'un 5420

Le circuit intégré 7420 fait partie de la série des circuits intégrés 7400 utilisant la technique TTL.

Ce circuit est composé de deux portes logiques indépendantes NON-ET à quatre entrées.